# Royz
Royz é uma banda japonesa de rock visual kei formada em 28 de setembro de 2009 em Osaka. Atualmente, sua formação é Subaru nos vocais, Kuina na guitarra, Koudai no baixo e Tomoya na bateria e estão na gravadora B.P Records. Com certa popularidade no continente asiático, seus álbuns ficaram entre a 32° e 10° posição nas paradas principais da Oricon e já chegaram ao primeiro lugar na parada de álbuns independentes.

## Carreira

### Estreia e primeiros anos (2008–2014)
Royz iniciou suas atividades em Osaka em 28 de setembro de 2009, formada por Subaru, Koudai, Tomoya e Kazuki. completando a formação com Subaru, Koudai, Tomoya e Kazuki. Seu primeiro lançamento foi o single "Haru no yoru no yume/Koi hanabi". O guitarrista Kuina, que antes era membro do Celestial Garden, juntou-se em 14 de fevereiro do ano seguinte. Neste ano, lançaram o single "Area". 2011 viu Royz se juntar a B.P Records em abril e lançar seu álbum de estreia, Revolution to new Age, acompanhado de uma turnê de promoção que terminou no dia 22 de dezembro em Shibuya. Além disso, lançaram os singles "eve:r", que alcançou a terceira posição na Oricon Indies e "α".
O single "Noah" foi lançado em março de 2012 e um DVD documentando a turnê em promoção ao single foi lançado. Em setembro, um show de aniversário de formação da banda tomou conta da casa Namba Hatch. No começo do ano seguinte lançaram mais um DVD, desta vez apresentando este show. Já em fevereiro, seu segundo álbum de estúdio Tears foi lançado. Foi acompanhado da turnê Lost Tears, que contou com dois shows consecutivos em cada casa de shows escolhida. Kazuki deixou a banda em junho de 2014 após uma apresentação em Akasaka Blitz, por conta de problemas familiares. No mês seguinte lançaram "Egoist" e embarcaram em turnê pela Ásia. Em novembro, a loja de moda e música Xenon, localizada em Los Angeles, apresentou uma sessão de perguntas e respostas com Royz destinada aos fãs norte-americanos.

### "Family Party" e festivais (2015–presente)
Maio de 2015 viu o lançamento do single "The Beginning" levando Royz a sua primeira turnê pelas 47 prefeituras do Japão. Ao lado das bandas parceiras de gravadora Kiryu e Codomo Dragon, Royz lançou o single "Family Party" acompanhado do videoclipe de Ryouran Resonance (繚乱レゾナンス) novembro. Em abril de 2016, participaram do evento organizado pela revista Cure World Visual Festival, ao lado de bandas como Dezert, Arlequin, Alice Nine e também bandas visuais estrangeiras. No dia 16 de outubro, participaram do Visual Japan Summit no Makuhari Messe, um festival de visual kei sediado por X Japan, Luna Sea e Glay que contou com cerca de 100 mil pessoas na plateia. Em novembro, Koudai anunciou que iria pausar as atividades na banda para tratar sua espondilose. Ele retornou em dezembro.
O álbum World is Mine foi lançado em 21 de março de 2018 e foi promovido por uma turnê com 15 shows pelo Japão. Lançaram o single "Ignite" em 20 de maio de 2019 em quatro versões diferentes, como de costume. Em 18 de março de 2020 lançaram seu 19° single, "Daydream". Em 2022 se apresentaram junto com Dezert em Tóquio.

## Membros
- Subaru (昴) - vocais (2009–presente)
- Kuina (杙凪) - guitarra (2009–presente)
- Koudai (公大) - baixo (2009–presente)
- Tomoya (智也) - bateria (2009–presente)

### Ex-membros
- Kazuki - guitarra (2009–2014)

## Discografia
Álbuns de estúdio
| Título                | Lançamento              | Posição na Oricon Albums Chart |
| --------------------- | ----------------------- | ------------------------------ |
| Revolution to New Age | 30 de novembro de 2011  | 32                             |
| Tears                 | 27 de fevereiro de 2013 | 22                             |
| Core                  | 2 de julho de 2014      | 17                             |
| S.I.V.A               | 6 de abril de 2016      | 10                             |
| WORLD IS MINE         | 21 de março de 2018     | 16                             |
| Lync                  | 6 de julho de 2022      | 24                             |

### Singles
- "eve:r" (9 de abril de 2011)
- "α" (17 de agosto de 2011)
- "Noah" (7 de março de 2012)
- "Starry Heaven" (27 de junho de 2012)
- "Family Party" (25 de novembro de 2015)
- "Leon" (21 de julho de 2021)
- "Eva" (17 de novembro de 2021)
- "Kamikaze" (9 de março de 2022)
- "Raizin" (15 de março de 2023)